# Erin (hrabstwo Chemung)
Erin – jednostka osadnicza w Stanach Zjednoczonych, w stanie Nowy Jork, w hrabstwie Chemung.